# 本·亞歷山大
本·亞歷山大（英語：Ben Alexander；1984年11月13日—）是一位澳大利亞橄欖球運動員。他是澳大利亞國家橄欖球隊的一員，代表澳大利亞參加了2011年世界盃橄欖球賽。